# Брединкі
Брединкі (пол. Bredynki, нім. Bredinken) — село в Польщі, у гміні Біскупець Ольштинського повіту Вармінсько-Мазурського воєводства.
Населення — 427 осіб (2011).

## Демографія
Демографічна структура станом на 31 березня 2011 року:
|          | Загалом | Допрацездатний вік | Працездатний вік | Постпрацездатний вік |
| -------- | ------- | ------------------ | ---------------- | -------------------- |
| Чоловіки | 217     | 50                 | 152              | 15                   |
| Жінки    | 210     | 49                 | 124              | 37                   |
| Разом    | 427     | 99                 | 276              | 52                   |